# メードヴィン (ビーラ・ツェールクヴァ地区)
メードヴィン（ウクライナ語：Ме́двин；意訳：「蜂蜜酒」）は、ウクライナのキーウ州ビーラ・ツェールクヴァ地区にある村。10世紀末頃に創建された。面積は約3.0km²（2005年）。人口は3,749人（2005年）。青銅器時代の墳丘墓（紀元前2千年）、スキタイ人の墳丘墓（紀元前7世紀－6世紀）、ルーシ人の城跡（10世紀－13世紀）などがある。1920年から1921年にかけて「メードヴィン共和国」を宣言したウクライナ人の農民による反ボリシェヴィキの叛乱の中心となった。
2020年7月まではボフスラーウ地区に属していたが、ウクライナ最高議会による地方自治体の行政区画改革によってボフスラーウ地区が廃止されたことに伴い、メードヴィンはビーラ・ツェールクヴァ地区へ編入された。